# Pussy Riot
Pussy Riot es un colectivo ruso feminista de punk-rock, que pone en escena actuaciones de provocación política, sobre temas como los derechos LGBT, el feminismo, la situación de la libertad de expresión, la represión de los movimientos artísticos en Rusia y, más recientemente, en contra de la campaña electoral del primer ministro Vladímir Putin a la presidencia de Rusia.
El 21 de febrero de 2012, durante un concierto improvisado y sin autorización en la Catedral de Cristo Salvador de Moscú, tres mujeres de la banda fueron arrestadas y acusadas de vandalismo. Su juicio se inició a finales de julio, y fueron condenadas a dos años de cárcel. Las mujeres han atraído una considerable simpatía, tanto en Rusia como en el exterior, debido a las denuncias de malos tratos mientras estaban bajo custodia. El juicio ha sido comparado por algunos observadores extranjeros con un juicio-espectáculo.
En 2023, la banda recibirá el premio Woody Guthrie, que cada año distingue el arte para el cambio social.

## Representaciones e influencias
Las integrantes del grupo acostumbran a ponerse en sus representaciones vestidos de colores llamativos y ceñidos, incluso en invierno. Cubren sus caras con pasamontañas, tanto en sus actuaciones como durante las entrevistas, en las cuales usan pseudónimos. El colectivo está compuesto de 10 intérpretes, y aproximadamente 15 personas que se ocupan de aspectos técnicos del rodaje y edición de vídeos que suben a Internet.
Entre sus influencias musicales, el grupo cita a bandas de punk y oi!. En especial la banda Bikini Kill, impulsoras del movimiento riot grrrl. Han afirmado:
«Lo que tenemos en común es imprudencia, letras con carga política, la importancia del discurso feminista y una imagen femenina no convencional».

## Protesta en la Catedral

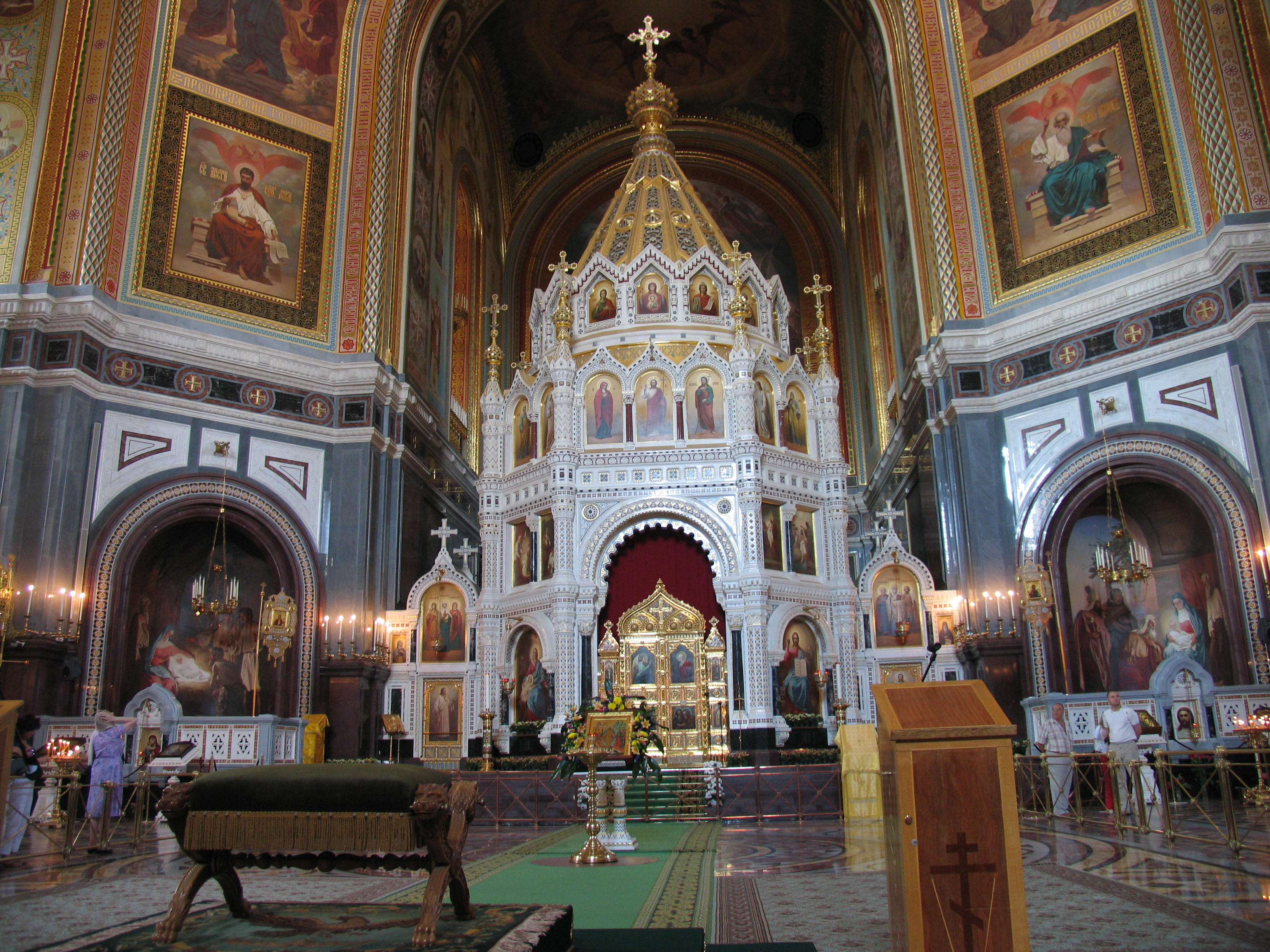
Interior de la Catedral de Cristo Salvador de Moscú

El 21 de febrero de 2012, como parte de su protesta contra la reelección de Vladímir Putin, tres mujeres del grupo entraron en la Catedral de Cristo Salvador de Moscú de la Iglesia ortodoxa rusa, hicieron la señal de la cruz, una reverencia ante el altar, y empezaron a interpretar la canción "Madre de Dios, ¡Fuera Putin!". Poco después fueron detenidas. La grabación de la performance fue usada posteriormente para crear un videoclip de la canción.
En la canción, el grupo pedía a "Theotokos" (Madre de Dios, i.e., la Virgen María) (rus. Богородица Bogoróditsa) que «echara a Putin». La canción también describe al patriarca ruso, Cirilo I, como alguien que cree más en Putin que en Dios. Cirilo I había mostrado su apoyo a Putin antes de la elección presidencial.

### Arresto y persecución
El 3 de marzo de 2012, María Aliójina y Nadezhda Tolokónnikova, dos supuestos miembros de Pussy Riot, fueron arrestadas por las autoridades rusas y acusadas de vandalismo. Al principio, ambas negaron ser miembros del grupo e iniciaron una huelga de hambre en protesta por ser encarceladas y apartadas de sus hijos hasta el inicio del juicio en abril. El 16 de marzo otra mujer, Yekaterina Samutsévitch, que había sido antes interrogada como testigo del caso, fue igualmente arrestada y acusada.
El 4 de julio se presentaron contra el grupo cargos formales y un escrito de acusación de 2800 páginas. Ese mismo día se les notificó que tenían de plazo para preparar su defensa hasta el 9 de julio. En respuesta, anunciaron una huelga de hambre alegando que dos días laborables era un plazo de tiempo inapropiado para preparar su defensa. El 21 de julio el tribunal amplió su prisión preventiva durante seis meses más.
Las tres miembros detenidas de Pussy Riot son reconocidas como presas políticas por la Union of Solidarity with Political Prisoners. Amnistía Internacional las considera presas de conciencia por «la severidad de la respuesta de las autoridades rusas».

### Acusadas

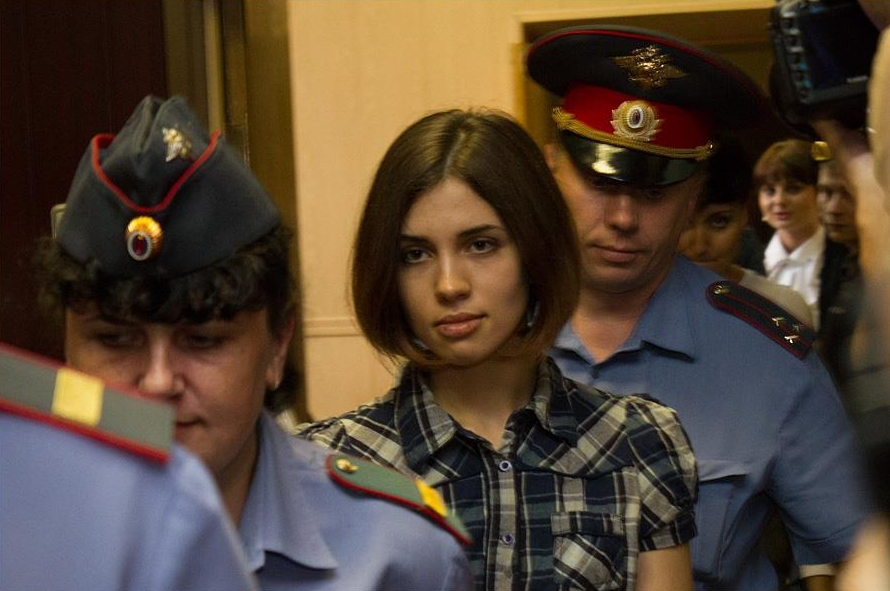
Nadezhda Tolokónnikova durante el juicio

- María Aliójina, 24 años, es estudiante del cuarto año de periodismo en Moscú. Fue voluntaria y activista con Greenpeace Rusia. Tiene un hijo. Desempeñó un papel activo durante el juicio: repreguntando a los testigos y cuestionando agresivamente la naturaleza de los cargos y del procedimiento.[19]
- Yekaterina Samutsévich, 30 años, ingeniera por la Escuela Técnica Superior de Ingenieros de Energía de Moscú, es una informática interesada en colectivos LGTB. Titulada asimismo en fotografía y multimedia. Al juicio asistió su padre Stanislav Samutséich.[20]
- Nadezhda Tolokónnikova, 24 años, es una estudiante de Filosofía en la Universidad Estatal de Moscú con una historia de activismo político con el grupo de arte en la calle Voiná. Está casada con Piotr Verzílov y tiene una hija de 4 años.[21]

### Sentencia y condena
Las tres fueron sentenciadas el 17 de agosto de 2012 a dos años de prisión. El juez afirmó que habían «socavado el orden social» con su protesta mostrando una «absoluta falta de respeto» a los creyentes. Tolokónnikova replicó que «la sentencia es un síntoma claro e inequívoco de que la libertad está desapareciendo de nuestro país». Defensores y críticos de la banda acudieron a manifestarse por la sentencia. Serguéi Udaltsov, uno de los líderes de la oposición a Putin, fue detenido mientras se manifestaba en apoyo de la banda. El excampeón mundial de ajedrez Gari Kaspárov, que pretendía asistir a la lectura de la sentencia, fue arrestado y golpeado.
Los abogados defensores afirmaron que apelarían la sentencia, aunque veían pocas posibilidades de que fuera anulada. «Bajo ninguna circunstancia las chicas pedirán perdón a Putin», dijo Mark Feygin. La Iglesia ortodoxa rusa comunicó que, aunque las acciones de Pussy Riot eran ofensivas para millones de personas, la iglesia hacía un llamamiento «a las autoridades estatales para que mostraran clemencia con las condenadas dentro del marco de la ley con la esperanza de que se abstendrán de repetir actos blasfemos».

### Reacción internacional
Amnistía Internacional calificó la condena como «un golpe amargo contra la libertad de expresión». Hugh Williamson, de Human Rights Watch, afirmó que «los cargos y el veredicto [...] distorsionan los hechos y la ley [...] Estas mujeres nunca deberían haber sido acusadas de un delito de incitación al odio y deberían ser liberadas inmediatamente».

## Otras acciones del grupo

### Juegos Olímpicos de Sochi
Durante los Juegos Olímpicos de Sochi 2014 varias mujeres identificadas como las Pussy Riot fueron azotadas con látigos por la milicia de ese país.

### Protesta en la final de la Copa Mundial de Fútbol
El grupo Pussy Riot se declaró responsable de la invasión del terreno de juego del Estadio Olímpico Luzhnikí que se efectuó en la final de la Copa del mundo de fútbol de Rusia 2018 entre la selección de fútbol de Francia y la selección de fútbol de Croacia. Por medio de un comunicado en sus redes sociales declaran que con la acción pretendían protestar por la libertad de los presos políticos, contra la detención de personas por manifestarse pacíficamente, por respetar el estado de derecho y permitir la participación política de la oposición. La invasión fue realizada por las tres miembros de Pussy Riot y un hombre (Pyotr Verzilov, marido de Nadezhda Tolokonnikova). Los cuatro fueron condenados a penas de 15 días de prisión por el que fue el primer lapso de seguridad que se produce en este torneo, por el que Rusia fue alabado por su buena organización y eficiencia. La policía rusa los acusó formalmente de infringir normas contra los asistentes a eventos deportivos y de vestir ilegalmente uniformes policiales. Las multas fueron de US$161 y US$23 respectivamente.